# Mount & Blade II: Bannerlord
Mount & Blade II: Bannerlord é jogo de ação medieval desenvolvido pela TaleWorlds Entertainment, com uma versão de acesso antecipado liberada em 30 de março de 2020.
O desenvolvimento do jogo foi anunciado em 2012. É uma pré-sequência do jogo de 2010, Mount & Blade: Warband. Uma página na Steam para o jogo foi criada no final de 2016; No ano seguinte, a TaleWorlds começou a lançar diários semanais de desenvolvedores detalhando elementos do jogo.

## Enredo

### História
O jogo é definido 200 anos antes do Mount & Blade: Warband, ocorrendo durante o declínio do Império Calradiano e a formação dos Reinos que aparecem nos jogos anteriores. O Império Calradiano e sua queda são análogos à queda do Império Romano e à formação dos reinos primitivos do Oriente Médio, do Norte Africano e da Europa. As armaduras, as armas e a arquitetura se inspiraram nas armaduras, armas e arquitetura do período de 600 a 1100 D.C. Além disso, existem vários vassalos diferentes que servem o Reino.
Após a morte de seu último imperador Arenicos, que faleceu sem herdeiros, o império está envolvido em uma guerra civil tripla, devido às várias facções que lutam entre si, três em particular: a norte é apoiada por um Senado, liderado pelo senador Lucon, e que pretende eleger o próprio imperador; o sul é comandado por Rhagaea, esposa de Arenicos, que apóia Ira, a única filha do último imperador, que deve, portanto, tornar-se imperatriz; o ocidental, liderado pelo herói Garios, é principalmente militarista e acredita que é o exército que deve escolher o imperador. O poder militar do Império, no entanto, foi refinado por gerações e ainda é uma força a ser reconhecida, também porque emprega :
catafratas, lanceiros e arqueiros com efeitos devastadores no campo de batalha.
Vlandia: reino feudal especializado em cavalaria pesada, inspirado pelos normandos e liderado pelo rei Derthert.
Sturgia: habitantes das montanhas do norte e guerreiros letais com machado e espada de uma mão, eles são semelhantes aos russos de Kiev e liderados pelo príncipe Raganvad. 
Aserai: as pessoas que vivem nas terras desertas de Calradia, e também por isso inspiradas pelos povos árabes pré-islâmicos, usam uma mistura de infantaria e cavalaria. O sultão Unqid os lidera.
Khuzaits: liderados por Monchug, eles usam cavalaria de longo alcance, ou arqueiros montados em cavalos, e é por isso que eles são inspirados pelas populações turco-mongóis. 
Battanianos: liderados pelo rei Caladog e inspirados pelos povos celtas, eles são famosos pela habilidade e precisão de seus arqueiros, e também contam com táticas de emboscada e guerrilha.
Ano 1077, Battanianos liderados pelo Rei Aeril, invade e faz vários ataques em todos os vilarejos do império, pilhando e destruindo tudo. Neretzes o Rei do império, se vê obrigado a entrar em guerra contra os Battanianos, caso contrario seus clãs apoiadores diriam que Neretzes estaria hesitante e fraco. Neretzes, convoca todas as forças, junto com as facções aliadas Khuzaits e Aserai. Com todas as forças reunidas, marcham para as colinas, com o objetivo de tomar um forte dos Battanianos e vingar os frequentes ataques que sofria. 
Antes que acontece qualquer batalha, o Rei Aeril dos Battanianos desaparece, dando lugar ao seu filho Calodog.  Calodog chama os Sturgianos para lutar junto, liderando todas as tribos para a guerra. Isso acaba ate sendo bom, pois Aeril provavelmente exitaria em chamar aliado ou de ir para uma guerra.
Ao longo do riacho, Neretzes avança com a sua vanguarda na frente, com uma mata densa de ambos os lados. Quando sofre uma emboscada, onde uma chuva de flechas dos Battanianos, acabam dizimando boa parte do exercito. Muitos morreram, fazendo com que os Sturgianos avançassem junto com a famosa cavalaria da facção dos Vlandianos, os Khuzats consegue repelir o ataque dos Vlandianos, destruindo sua cavalaria. mas os Sturgianos mataram os que restavam do exercito já enfraquecido. Em meio ao caos, ninguém sabia onde estava o imperador Neretzes, fazendo com que um dos seus comandantes de confiança Arenicos, fosse obrigado a recuar, com alguns oficiais e guardas ainda vivos, marchando dia e noite sem comida e água. Relatos dos que conseguiram fugir e se esconder nos matos, diziam que os Bettanianos riam alto e cortavam as cabeças como troféu. O Rei Caladog acabou saindo vitorioso.
Muitos dizem que o Lucon, um oficial de Neretzes, foi um traidor, em chamar os Vlandianos para lutar contra o império. Mas Lucon diz que quem traio foi os Vlandianos, porque o combinado era para eles lutarem junto com o império. 
A cidade entra em panico apos ouvir os rumores. Arenicos impediu que a cidade caísse em um caos. Os oficiais viram em Arenicos digno de ser o novo imperador. O senado acaba escolhendo ele como próximo imperador.

### Facções
Bannerlord incluirá pelo menos oito facções principais, cada uma composta de clãs concorrentes com seus próprios objetivos, bem como facções menores de guerra como mercenários. As facções do Norte, do Oeste e do Império do Sul usam um equilíbrio de cavalaria pesada, lanceiros e arqueiros. O Império de Calradia foi um império já significativo que agora está lutando contra uma guerra civil de três vias, são especialistas em tiro com arco e uma cavalaria fortemente blindada. Os Vlandianos são um reino feudal especializado em táticas de cavalaria pesada. Os Sturgianos das florestas do norte se especializaram em infantaria equipada com machado e espada. O Aserai do deserto do sul é adepto das táticas de cavalaria e infanteria. Os Khuzait se especializam em cavalaria diversificada. Os Battanianos das florestas centrais se especializam em emboscadas com arqueiros e são inspirados pelas culturas galesa, picta e celta.

## Desenvolvimento
Em setembro de 2012, a TaleWorlds Entertainment anunciou que o jogo estava em desenvolvimento e lançou um trailer para isso.
Os gráficos do jogo foram significativamente melhorados de seu antecessor, Mount & Blade: Warband, com melhor sombreamento e detalhes melhores. As animações de personagens são criadas utilizando tecnologia de captura de movimento e as animações faciais também serão atualizadas para melhorar a retratação de emoções.
Os recursos relacionados ao jogo também estão sendo atualizados com uma nova interface de inventário e melhor inteligência artificial. O sistema de cerco também está sendo melhorado com base no feedback do jogador, com táticas adicionais disponíveis durante o cerco. O estado atual do jogo e vários recursos foram exibidos durante a feira de 2015 da Gamescom. Entretanto, o jogo ainda não possui data de lançamento.
Em março de 2016, cerca de 40 minutos de jogabilidade foram exibidos no evento PC Gamer Weekender em Londres.
Em outubro de 2016, a TaleWorlds criou uma página oficial do Bannerlord Steam.
Em junho de 2017, 13 minutos de jogabilidade foram exibidos na exposição E3 2017 em Los Angeles.
Em 30 de março de 2020 Mount & Blade II: Bannerlord foi lançado em acesso antecipado.